# Max Amann (Wassersportler)

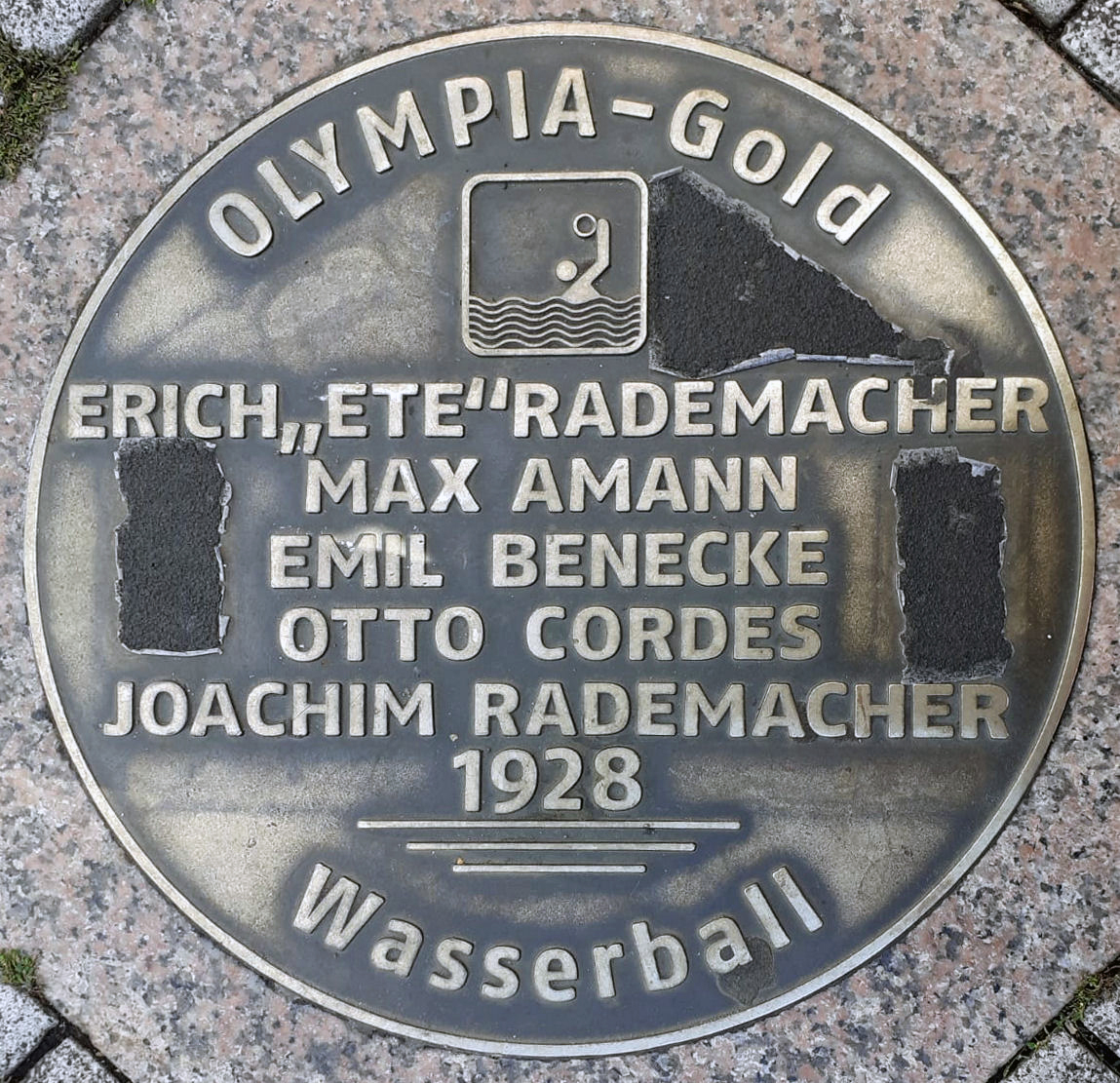
Sports Walk of Fame in Magdeburg

Max Amann (* 19. November 1905 in Magdeburg; † 24. Dezember 1945) war ein deutscher Schwimmer und Wasserballspieler.
Bei den Olympischen Spielen 1928 in Amsterdam wurde er mit der deutschen Wasserballmannschaft Olympiasieger. Bereits 1926 war er Europameisterschaftsdritter geworden; 1931 und 1934 war Amann am Gewinn der Silbermedaille beteiligt.  
Die Basis der deutschen Wasserball-Nationalmannschaft stellte damals sein Heimatverein SC Hellas Magdeburg. Mit dem Verein gewann Amann 1924, 1925, 1926, 1928, 1929, 1930, 1931 und 1933 die Deutsche Meisterschaft.